# Enayat Khan
Enayat Khan (auch Inayat Khan; * 1894 in Etawah; † 1938), auch als Nath Singh bekannt, war ein indischer Sitar- und Surbaharspieler.
Der einer traditionsreichen Musikerfamilie entstammende Enyayat Khan wurde zunächst von seinem Vater Imdad Khan, einem prominenten Vertreter der Etawah Gharana, unterrichtet. Später waren Allabande Khan und Zakiruddin Khan seine Lehrer. Zunächst war er Hofmusiker in Indore. Nach der Heirat mit einer Tochter des Sängers Bandeh Hassan Khan zog er mit seiner Familie nach Kalkutta. Ab 1924 war als Musiker für den Zamindar Brajendra Kishore Roy Chowdhury in Gouripur im Osten Bengalens tätig.
Khan war ein bedeutender Sitarspieler und -lehrer und auch maßgeblich an der Weiterentwicklung des Instrumentes beteiligt. Bei mehreren Musikprojekten arbeitete er mit Rabindranath Tagore zusammen, mit dem ihn eine lebenslange Freundschaft verband. Zwischen 1909 und 1912 entstanden mehrere Aufnahmen mit ihm bei His Master’s Voice, die seit den 1990er Jahren als CD verfügbar sind. Auch seine Söhne Imrat und Vilayat Khan wurden als Sitarspieler berühmt.